# Riede (Verden)
Riede est une municipalité allemande du land de Basse-Saxe, située dans l'arrondissement de Verden. En 2014, elle comptait 2 697 habitants.

## Source
- (de) Cet article est partiellement ou en totalité issu de l’article de Wikipédia en allemand intitulé « Riede (Landkreis Verden) » (voir la liste des auteurs).